# ソウル女子大学校
ソウル女子大学校（ソウルじょしだいがっこう、朝鮮語: 서울여자대학교、英語: Seoul Women's University）は、大韓民国の私立大学である。ソウル特別市蘆原区に本部を置く。
略称はソウル女大（ソウルヨデ、서울여대）。プロテスタント系の女子大学である。

## 沿革
1960年12 月12 日　キリスト教財団法人の正義学園学院が単科大学ソウル女子大学を設立。
1967年12 月26 日　ファラン（花郎）国民学校（日本の小学校にあたる）を付設し、1969年1月15日にハンセム女子中学校を付設（なお 1987 年に閉校）。
1988年11月10日、総合大学に改編され、ソウル女子大学校に校名を変更して現在に至っている。

## 位置
キャンパス内には、約24棟の建築物が位置している。キャンパス南側に蘆原路と接続する花郎路51番道が接近し、キャンパスへのアクセスが可能となっている。キャンパス北西方面には、ソウル科学技術大学校などが位置し、南東方面に陸軍士官学校が位置している。

## 各種施設

### 第1科学館
自然科学部（食品栄養学科、食品工学科）、
環境生命科学学部（生命環境工学科、園芸造園学科、化学科）学生のための実習室、実験室、講義室および自然科学部教授の研究室などが配置されている。

### 第2科学館
理系の一部の学科(数学科、物理学科、生物学科)および情報メディア学部(コンピュータ学科、情報セキュリティ学科、マルチメディア学科、コンテンツデザイン学科)の学生のための実習室、実験室、講義室の他、情報メディア学部教授の研究室などが配置されている。4階には被服学科の学生ための展示空間として活用されているAPEXギャラリーがあり、地下には舞踊室やジムが設けられている。

### バロム記念館
初代学長であるコ・ファンギョン博士が生前に住んだ家をリノベーションした場所であり、現在はコ先生の功績を記念するための記念館として使用されている。事前に予約をした人に限り内部を公開している。

### シャロームハウス
2008年8月に新築された寮。食堂、ジム、洗濯室、祈祷室、セミナー室、コンピューター室などが設けられており、全体は1人部屋、2人部屋、4人部屋で構成されている。

### 国際生活館
シャロームハウス以前の寮である。韓国のドラマ「ノンストップ」のロケ地としても知られている。

### バロム教育館
ソウル女子大学校の主要な人格教育の一つであるバロム人格教育が施行される場所として寄宿施設が設けられている。

### 三角の森
ソウル女子大学の中央に位置する芝生。三角形の形からその名前を取って 「三角の森」 という名前が付けられた。2007 年のホワイト（韓国のナプキン会社）広告の背景として使用された。

### 大講堂
毎週水曜日と木曜日に祈祷会が行われる。この他にも各種の大規模講演や公演などが行われる。

### コミョンウ記念館
主に大学院の授業が行われる。

### 行政館
ソウル女子大学校で最も古い建物の一つであり、入学管理局、国際協力部、総長室、対外協力室、広報室など学校の主要業務を担当する部署が設けられている。

### 50周年記念館
ソウル女子大学校設立 50 周年を迎えて建てられた建物で、2013 年 8 月に竣工した。

## 教育および研究

### バロム教育
バロム教育は、ソウル女子大学独特の教育プログラムである。初代学長であり、ソウル女子大学の創設者でもあるコ・ファンギョン博士によって始まったもので、草創期には「生活館教育」と呼ばれたが、1988 年以後「バロム教育」に名称を変更した。バロム教育はアイデンティティ教育、関係教育、実践教育という具体的な教育領域を通じて、キリスト教的人格教育としてソウル女子大学の建学理念を集約的に具現する独特の指導者養成教育課程である。
本来、ソウル女子大学ではバロム教育を I、II、III と、三つの過程に区分して行われていたが、2020年から「バロム教育」（1年次生対象）と「バロム総合設計プロジェクト」（3年次生対象）に改編されており、両方とも必修科目として設置されている。

### 自己選択専攻学部
この学部では、入学時に専攻を決めるのではなく、入学後1年間は各種セミナーや講演、ワークショップなどを受講し、それを踏まえて、 2年次以降の専攻を決定する。原則としてすべての専攻科から、自身の専攻を選ぶことが出来るが、教育心理学科と芸術·体育系列学科（スポーツ運動科学科、産業デザイン学科、現代美術専攻、工芸専攻、視覚デザイン専攻、先端メディアデザイン専攻）は除かれる。
このように入学後に自身の専攻を決定できる独立学部は、高麗大学、ソウル大学、梨花女子大学などでも採用されている。

### 韓国語夏期集中課程
日本国内大学の女子留学生を対象とする韓国語教育プログラムである。韓国語の講座以外にも、韓国文化体験やソウル女子大学生達との交流会など、様々なプログラムが用意されている。

### 語学堂
外国語としての韓国語を教えている語学堂は、ソウル女子大学では 2004年の冬学期に創設された。 ソウル女子大学は、その名の通り女子大学であるが、語学堂に関しては男性の入学も可能となっている（ただし寄宿舎は利用不可）。また、成績優秀者には各種奨学金が用意されており、さらに語学堂で一定のレベルを修了するとソウル女子大学への入学資格が得られる。

### 学部
- 人文大学
  - 韓国語韓国文学科
  - 英語英文学科
  - 仏語仏文学科
  - 独語独文学科
  - 中国語中国文学科
  - 日本語日本文学科
  - 史学科
  - キリスト教学科
- 社会科学大学
  - 経済学科
  - 経営学科
  - 文献情報学科
  - 社会福祉学科
  - 児童学科
  - 行政学科
  - 言論映像学部
    - 言論広報学専攻
    - 放送映像学専攻

  - 教育心理学科
- 自然科学大学
  - 数学科
  - 化学科
  - 被服学科
  - 園芸生命造園学科
  - 生命環境工学科
  - 食品工学科
  - 食品栄養学科
  - 体育学科
  - 視覚デザイン学科
- 情報メディア大学
  - コンピューター学科
  - 情報保護学科
  - マルチメディア学科
  - コンテンツデザイン学科
- 美術大学 (アートアンドデザインスクール)
  - 現代美術専攻
  - 工芸学科
  - 産業デザイン学科
  - 先端メディアデザイン専攻

### 大学院
- 一般大学院
- 教育大学院
- 社会福祉·キリスト教大学院
- セラピー治療専門大学院

## 日本の協定校
- 作新学院大学
- 目白大学
- 昭和女子大学
- 青山学院大学
- 聖心女子大学
- 桜美林大学
- 白百合女子大学
- 同志社大学
- 同志社女子大学
- 神戸親和大学
- 長崎外国語大学
- 大分大学
- 椙山女学園大学

## 出身者
- イ・ボヨン（俳優）
- ハン・ジミン（俳優）
- シン・イェジ（元フィギュアスケート選手）
- ミン・ヒジン（アートディレクター）
- コ・ユンジョン（俳優）
- チョ・ムンジョン（俳優）